# Selvaggia
Selvaggia  è un nome proprio di persona italiano femminile. 

## Varianti
- Maschili: Selvaggio[1][3]

## Origine e diffusione

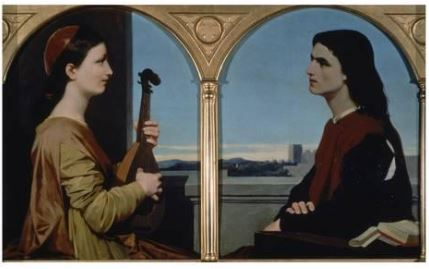
Cino e Selvaggia, di Amos Cassioli

Riprende il termine italiano "selvaggia", ed è quindi analogo per significato al nome Sverre.
Etimologicamente "selvaggio" deriva, tramite il provenzale antico salvatge, dal latino silvaticus, che vuol dire "silvestre", "abitante della selva", "che proviene dalla selva", origine condivisa anche dai nomi Silvia, Silvana, Silvestra e Silveria, tutti riconducibili alla radice selva ("selva", "bosco", "foresta"). Per semantica è inoltre affine al nome norvegese.
A dispetto del significato poco gentile, il nome è ancora usato, per quanto scarsamente, e prevalentemente in Toscana; ciò è dovuto alla figura di "Selvaggia", la donna cantata da Cino da Pistoia nel XIII secolo (forse identificabile con Selvaggia dei Vergiolesi).

## Onomastico
Non esistono sante che portano questo nome, che quindi è adespota; l'onomastico può essere festeggiato in occasione di Ognissanti, il 1º novembre. 

## Persone

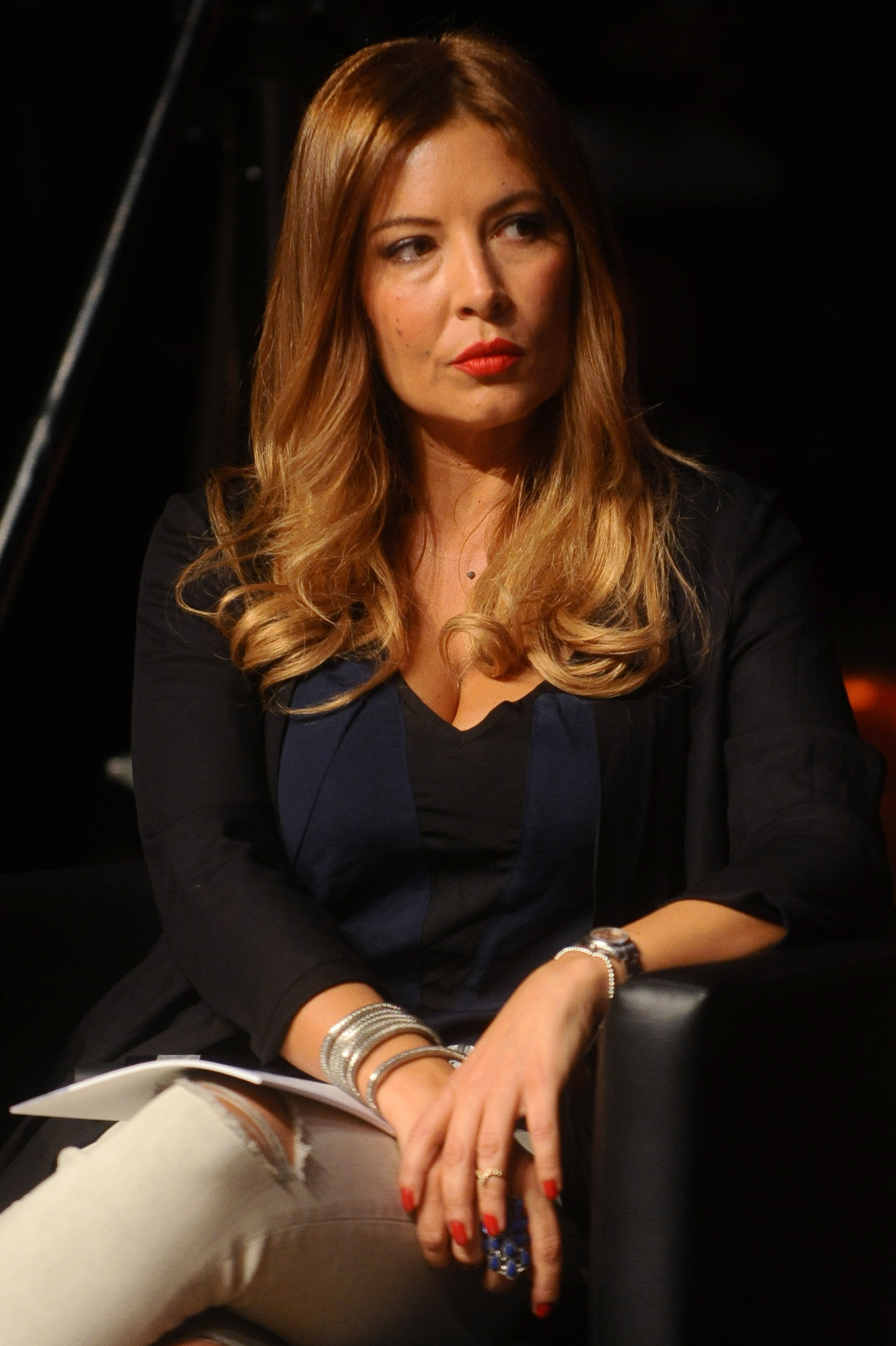
Selvaggia Lucarelli

- Selvaggia dei Vergiolesi, nobile italiana
- Selvaggia di Staufen, figlia di Federico II di Svevia
- Selvaggia Lucarelli, opinionista e scrittrice italiana
- Selvaggia Quattrini, attrice e doppiatrice italiana

### Variante maschile Selvaggio
- Selvaggio Morelli, calciatore italiano
- Selvaggio Porpora, arcivescovo cattolico, cardinale e scrittore italiano

## Il nome nelle arti
- Selvaggia è il nome della donna cantata da Cino da Pistoia nel XIII secolo.
- Selvaggia è il nome di una delle sette nane nel film d'animazione Biancaneve - E vissero felici e contenti.
- Selvaggia è un personaggio della miniserie televisiva Desideria e l'anello del drago.
- Selvaggia Quarini è un personaggio del film Il ciclone, diretto da Leonardo Pieraccioni.